# Panaret (Miszajkow)
Panaret, imię świeckie Petyr Iwanow Miszajkow (ur. 1805, zm. 1883) – bułgarski biskup prawosławny.

## Życiorys
W latach 1851–1861 był biskupem Ksanti w jurysdykcji Patriarchatu Konstantynopola. Następnie przyłączył się do bułgarskiego ruchu narodowego. W 1861 otrzymał mimo to katedrę płowdiwską, nadal w jurysdykcji Patriarchatu Konstantynopolitańskiego. W 1872 za swoje zaangażowanie w działania na rzecz utworzenia niezależnego Bułgarskiego Kościoła Prawosławnego został pozbawiony przez patriarchę Konstantynopola katedry biskupiej, razem z biskupem łoweckim Hilarionem, podczas gdy przywódca bułgarskiego duchowieństwa biskup makariopolski Hilarion został odłączony od Cerkwi. W 1870 poparł utworzenie autonomicznego Egzarchatu Bułgarskiego (za zgodą sułtana, ale bez sankcji patriarchy Konstantynopola), a następnie ogłoszenie przez tę administraturę autokefalii. Został za to na krótko uwięziony na polecenie patriarchy Konstantynopola. Po uwolnieniu wszedł do pierwszego tymczasowego synodu Egzarchatu Bułgarskiego. W jurysdykcji Egzarchatu Bułgarskiego pozostał metropolitą płowdiwskim.
W Płowdiwie metropolita Panaret szybko popadł w konflikt z duchowieństwem greckim. Metropolita utrzymywał, że duchowni greccy nie przekazali mu świątyń i majątku, który zgodnie z fermanem sułtańskim należał się Egzarchatowi Bułgarskiemu. Grecy z kolei oskarżali go o bezprawne odprawianie nabożeństw w cerkwiach, które powinny pozostać w jurysdykcji greckiego metropolity Płowdiwu Neofita. Wbrew nakazom władz Panaret podróżował poza wyznaczone terytorium eparchii, w Rodopy, przeciwko czemu protestowali duchowni greccy. Biskup cieszył się natomiast poparciem i szacunkiem ze strony bułgarskich mieszkańców odwiedzanych przez niego terenów, którzy domagali się zaliczenia w poczet wiernych metropolii płowdiwskiej. W Płowdiwie wspierał rozwój bułgarskich czytelni i szkół.
Po usunięciu egzarchy Antyma z urzędu przez władze tureckie Panaret tymczasowo przewodniczył Synodowi Egzarchatu, do czasu wyboru nowego egzarchy Józefa. Na katedrze płowdiwskiej pozostał do śmierci w 1883.